# Daichi Kamada
Daichi Kamada (鎌田大地?, Kamada Daichi; Iyo, 5 agosto 1996) è un calciatore giapponese, centrocampista o attaccante del Crystal Palace e della nazionale giapponese.

## Biografia
Figlio di Takako e Fukushige Kamada, quest'ultimo ha insegnato al figlio a giocare a calcio già all'età di tre anni, il padre di Daichi non realizzò la sua aspirazione personale di diventare un calciatore di successo; pure suo fratello minore Hiromu è calciatore professionista. È cugino di Julie e Emily Nishimoto, due surfiste molto apprezzate in Giappone. Ha frequentato l'Higashiyama High School della prefettura di Kyoto alloggiando nel dormitorio della scuola e lavorando part-time, giocò nella squadra dell'istituto per affermarsi come atleta dato che, per via di un infortunio, non riuscì a primeggiare nella squadra primavera in cui all'inizio aveva aderito. Benché finito il liceo avesse preso in considerazione la possibilità di andare all'università, vi rinunciò in quanto impaziente di diventare un calciatore professionista. È sposato con Arisa, dalla quale ha avuto un figlio.

## Caratteristiche tecniche
È un trequartista, che può ricoprire anche il ruolo di seconda punta. Sa calciare e fare gol con entrambi i piedi, anche se il suo preferito è il destro; inoltre è capace di andare a rete anche di testa, oltre che di produrre numerosi assist. Pur non essendo fisicamente molto prestante sa spaziare bene nell'area di rigore avversaria. Nel suo periodo all'Eintracht è stato impiegato come rigorista con ottimi risultati.

## Carriera

### Club

#### Sagan Tosu
Cresciuto nelle giovanili del Sagan Tosu, ha esordito il 8 aprile 2015 nella Coppa del Giappone nella sconfitta per 1-0 contro l'Albirex Niigata,il 10 maggio in un match pareggiato 1-1 contro il Matsumoto Yamaga segna la sua prima rete, nella J1 League, invece nella partita successiva grazie a un suo assist Yōhei Toyoda segna la rete del 1-0 battendo il Nagoya Grampus. Il 18 giugno 2016 segnerà la sua prima doppietta decidendo la vittoria su 2-1 contro il Gamba Osaka, sarà autore di un'altra doppietta battendo per 3-2 il Kashiwa Reysol. Il 7 maggio 2017 con una sua rete la squadra batterà per 1-0 lo Yokohama F·Marinos, e con lo stesso risultato si concluderà la partita contro il Consadole Sapporo dove Kamada ha segnato la sua ultima rete per la squadra il 27 maggio.

#### Eintracht Francoforte e Sint-Truiden
Si trasferirà in Germania giocando per la squadra dell'Eintracht Francoforte prendendo parte a poche partite, venendo ceduto in prestito al club belga del Sint-Truiden, segnando la sua prima rete in Belgio nella Pro League con la rete del 2-1 battendo il Genk, farà il gol del 2-0 sconfiggendo l'Anversa, e nella vittoria contro il Mouscron segnerà la rete del 3-1, segnerà dei gol in altre vittorie come quella per 4-2 contro l' Anderlecht o quella per 2-1 ai danni dell'Essevee, inoltre farà una doppietta battendo per 4-1 il KAS Eupen. Segnerà un gol nella Coppa del Belgio nella vittoria per 3-2 contro il Mandel United.
Dopo aver concluso la sua esperienza con il Sint-Truiden segnando 16 reti con la squadra, torna a giocare nell'Eintracht Francoforte dove segna la sua prima rete in Germania l'11 agosto 2019 nella vittoria per 5-3 contro il SV Waldhof Mannheim nella coppa di Germania. Segna la sua prima rete in Bundesliga nel pareggio per 3-3 contro il Friburgo, e sarà autore del gol del 2-1 nella vittoria contro il Wolfsburg. Durante l'Europa League si rivela determinante nella vittoria contro lo Standard Liège con due assist vincenti; la squadra vincerà per 2-1. Mette poi a segno una doppietta grazie alla quale i tedeschi vincono contro l'Arsenal per 2 a 1. Contro il Salisburgo segna una tripletta nella vittoria per 4-1. Termina la stagione con 48 presenze e 10 reti in tutte le competizioni. 
Nell'edizione 2020-2021 del campionato tedesco segna una rete contro il Hoffenheim nella  partita vinta per 2-1, e farà un gol nella vittoria per 4-3 contro il Wolfsburge, farà due assist vincenti battendo per 3-1 l'Hertha Berlino e, sempre per merito di un suo assist, Edmond Tapsoba farà il gol del 2-1 battendo il Bayer Leverkusen, e sarà l'uomo partita nella vittoria per 2-1 contro il Bayern Monaco, oltre a segnare una rete fornirà a Amin Younes l'assist con cui quest'ultimo segnerà il secondo gol. Nell'edizione 2021-2022 dell'Europa League, Kamada segna un gol in entrambe le partite contro l'Olympiacos, entrambe vinte; va a segno anche nella partita vinta contro il Real Betis e in quella vinta contro il West Ham Utd. Nella finale contro i Rangers conclusa per 1-1 alla fine dei tempi supplementari, Kamada segna dagli undici metri che consegnano la coppa alla squadra tedesca.
Nella Champions League segna un gol al 3º minuto battendo per 2-1 il Marsiglia e con lo stesso risultato si conclude la partita vinta contro lo Sporting Lisbona dove segna un rigore.
Nell'ultima stagione con l'Eintracht segna nove reti: un gol riesce a metterlo a segno nella vittoria per 4-0 contro il Lipsia, realizza anche una rete su punizione battendo per 3-1 lo Stoccarda, e segna anche un rigore nella vittoria per 3-0 contro il Mainz, invece nella vittoria per 5-1 contro il Bayer Leverkusen segna due rigori.

#### Lazio e Crystal Palace
Il 4 agosto 2023, si unisce da svincolato alla Lazio, in Serie A, con cui firma un contratto annuale, con opzione per altre due stagioni. Il 20 agosto, esordisce con la maglia biancoceleste, venendo schierato titolare nella partita contro il Lecce, valida per la prima giornata di campionato. Il 2 settembre seguente, segna la sua prima rete nel campionato italiano, siglando il gol vittoria nella partita vinta per 2-1 in casa del Napoli. Nella partita vinta per 1-0 in casa del Genoa l'assist di Kamada permette a Luis Alberto di segnare la rete della vittoria. Dopo non avere offerto un buon rendimento sotto la gestione di Maurizio Sarri, trova maggiore spazio e continuità nelle prestazioni con Igor Tudor. Il 19 maggio 2024, va a segno nella partita pareggiata per 1-1 contro l'Inter. Lascia la Lazio al termine della stagione 2023-2024, non avendo trovato un accordo per rinnovare il proprio contratto con il club.
Il 1º luglio 2024, Kamada viene ingaggiato a parametro zero dal Crystal Palace, in Premier League, con cui firma un contratto biennale. Realizza il suo primo gol nell'EFL Cup battendo per 4-0 il Norwich City e negli ottavi di finale segna la rete del 2-1 sconfiggendo l'Aston Villa. Vince la FA Cup, dove ai quarti di finale, con il suo assist permette a Eddie Nketiah di segnare il gol del 3-0 battendo il Fulham, mentre nella finale contro il Manchester City vinta con la rete di Eberechi Eze per 1-0, Kamada contribuisce all'azione da gol avendo anche giocato per tutta la partita.

### Nazionale
Il 22 marzo 2019 ha debuttato con la nazionale giapponese in occasione dell'amichevole persa per 1-0 contro la Colombia, durante la qualificazione per Qatar 2022 segnerà la sua prima rete in nazionale con il gol del 6-0 vincendo contro la Mongolia il 10 ottobre.
Il 25 marzo 2021 farà una rete nell'amichevole vinta per 3-0 contro la Corea del Sud. In preparazione al mondiale gioca in alcune amichevoli e segna un gol contro il Paraguay vincendo per 4-1 e un altro battendo per 2-0 gli Stati Uniti. Con la nazionale nipponica partecipa al mondiale di Qatar 2022, dove disputa 4 partite, tutte da titolare. I giapponesi vengono eliminati agli ottavi di finale, battuti ai rigori dalla Croazia.

## Statistiche

### Presenze e reti nei club
Statistiche aggiornate al 25 maggio 2025
| Stagione                     | Squadra                      | Campionato                   | Campionato | Campionato | Coppe nazionali | Coppe nazionali | Coppe nazionali | Coppe continentali | Coppe continentali | Coppe continentali | Altre coppe | Altre coppe | Altre coppe | Totale | Totale | Totale |
| Stagione                     | Squadra                      | Comp                         | Pres       | Reti       | Comp            | Pres            | Reti            | Comp               | Pres               | Reti               | Comp        | Pres        | Reti        | Pres   | Reti   |        |
| ---------------------------- | ---------------------------- | ---------------------------- | ---------- | ---------- | --------------- | --------------- | --------------- | ------------------ | ------------------ | ------------------ | ----------- | ----------- | ----------- | ------ | ------ | ------ |
| 2015                         | J. League U-22               | J3                           | 2          | 0          | -               | -               | -               | -                  | -                  | -                  | -           | -           | -           | 2      | 0      |        |
| 2015                         | Sagan Tosu                   | J1                           | 21         | 3          | CJ+CI           | 4+3             | 0               | -                  | -                  | -                  | -           | -           | -           | 28     | 3      |        |
| 2016                         | Sagan Tosu                   | J1                           | 28         | 7          | CJ+CI           | 3+3             | 0+1             | -                  | -                  | -                  | -           | -           | -           | 34     | 8      |        |
| 2017                         | Sagan Tosu                   | J1                           | 16         | 3          | CJ+CI           | 1+1             | 2+0             | -                  | -                  | -                  | -           | -           | -           | 18     | 5      |        |
| Totale Sagan                 | Totale Sagan                 | Totale Sagan                 | 65         | 13         |                 | 15              | 3               |                    | -                  | -                  |             | -           | -           | 80     | 16     |        |
| 2017-2018                    | Eintracht Francoforte        | BL                           | 3          | 0          | CG              | 1               | 0               | -                  | -                  | -                  | -           | -           | -           | 4      | 0      |        |
| 2018-2019                    | Sint-Truiden                 | D1                           | 24+10      | 12+3       | CB              | 2               | 1               | -                  | -                  | -                  | -           | -           | -           | 36     | 16     |        |
| 2019-2020                    | Eintracht Francoforte        | BL                           | 28         | 2          | CG              | 4               | 2               | UEL                | 16                 | 6                  | -           | -           | -           | 48     | 10     |        |
| 2020-2021                    | Eintracht Francoforte        | BL                           | 32         | 5          | CG              | 2               | 0               | -                  | -                  | -                  | -           | -           | -           | 34     | 5      |        |
| 2021-2022                    | Eintracht Francoforte        | BL                           | 32         | 4          | CG              | 1               | 0               | UEL                | 13                 | 5                  | -           | -           | -           | 46     | 9      |        |
| 2022-2023                    | Eintracht Francoforte        | BL                           | 32         | 9          | CG              | 6               | 4               | UCL                | 8                  | 3                  | SU          | 1           | 0           | 47     | 16     |        |
| Totale Eintracht Francoforte | Totale Eintracht Francoforte | Totale Eintracht Francoforte | 127        | 20         |                 | 14              | 6               |                    | 37                 | 14                 |             | 1           | 0           | 179    | 40     |        |
| 2023-2024                    | Lazio                        | A                            | 29         | 2          | CI              | 2               | 0               | UCL                | 7                  | 0                  | SI          | -           | -           | 38     | 2      |        |
| 2024-2025                    | Crystal Palace               | PL                           | 34         | 0          | FACup+CdL       | 2+4             | 0+2             | -                  | -                  | -                  | -           | -           | -           | 40     | 2      |        |
| Totale carriera              | Totale carriera              | Totale carriera              | 291        | 49         |                 | 39              | 12              |                    | 44                 | 14                 |             | 1           | 0           | 375    | 75     |        |

### Cronologia presenze e reti in nazionale
| Cronologia completa delle presenze e delle reti in nazionale ― Giappone | Cronologia completa delle presenze e delle reti in nazionale ― Giappone | Cronologia completa delle presenze e delle reti in nazionale ― Giappone | Cronologia completa delle presenze e delle reti in nazionale ― Giappone | Cronologia completa delle presenze e delle reti in nazionale ― Giappone | Cronologia completa delle presenze e delle reti in nazionale ― Giappone | Cronologia completa delle presenze e delle reti in nazionale ― Giappone | Cronologia completa delle presenze e delle reti in nazionale ― Giappone |
| Data                                                                    | Città                                                                   | In casa                                                                 | Risultato                                                               | Ospiti                                                                  | Competizione                                                            | Reti                                                                    | Note                                                                    |
| ----------------------------------------------------------------------- | ----------------------------------------------------------------------- | ----------------------------------------------------------------------- | ----------------------------------------------------------------------- | ----------------------------------------------------------------------- | ----------------------------------------------------------------------- | ----------------------------------------------------------------------- | ----------------------------------------------------------------------- |
| 22-3-2019                                                               | Yokohama                                                                | Giappone                                                                | 0 – 1                                                                   | Colombia                                                                | Amichevole                                                              | -                                                                       | 79’                                                                     |
| 26-3-2019                                                               | Kobe                                                                    | Giappone                                                                | 1 – 0                                                                   | Bolivia                                                                 | Amichevole                                                              | -                                                                       | 83’                                                                     |
| 10-10-2019                                                              | Saitama                                                                 | Giappone                                                                | 6 – 0                                                                   | Mongolia                                                                | Qual. Mondiali 2022                                                     | 1                                                                       | 61’                                                                     |
| 15-10-2019                                                              | Dushanbe                                                                | Tagikistan                                                              | 0 – 3                                                                   | Giappone                                                                | Qual. Mondiali 2022                                                     | -                                                                       | 80’                                                                     |
| 9-10-2020                                                               | Utrecht                                                                 | Giappone                                                                | 0 – 0                                                                   | Camerun                                                                 | Amichevole                                                              | -                                                                       | 71’                                                                     |
| 13-10-2020                                                              | Utrecht                                                                 | Giappone                                                                | 1 – 0                                                                   | Costa d'Avorio                                                          | Amichevole                                                              | -                                                                       |                                                                         |
| 12-11-2020                                                              | Graz                                                                    | Giappone                                                                | 1 – 0                                                                   | Panama                                                                  | Amichevole                                                              | -                                                                       | 71’                                                                     |
| 17-11-2020                                                              | Graz                                                                    | Giappone                                                                | 0 – 2                                                                   | Messico                                                                 | Amichevole                                                              | -                                                                       | 75’ 77’                                                                 |
| 25-3-2021                                                               | Yokohama                                                                | Giappone                                                                | 3 – 0                                                                   | Corea del Sud                                                           | Amichevole                                                              | 1                                                                       | 46’                                                                     |
| 30-3-2021                                                               | Chiba                                                                   | Mongolia                                                                | 0 – 14                                                                  | Giappone                                                                | Qual. Mondiali 2022                                                     | 1                                                                       | 63’                                                                     |
| 28-5-2021                                                               | Chiba                                                                   | Giappone                                                                | 10 – 0                                                                  | Birmania                                                                | Qual. Mondiali 2022                                                     | 1                                                                       |                                                                         |
| 7-6-2021                                                                | Suita                                                                   | Giappone                                                                | 4 – 1                                                                   | Tagikistan                                                              | Qual. Mondiali 2022                                                     | -                                                                       | 46’                                                                     |
| 11-6-2021                                                               | Kobe                                                                    | Giappone                                                                | 1 – 0                                                                   | Serbia                                                                  | Amichevole                                                              | -                                                                       |                                                                         |
| 2-9-2021                                                                | Suita                                                                   | Giappone                                                                | 0 – 1                                                                   | Oman                                                                    | Qual. Mondiali 2022                                                     | -                                                                       | 70’                                                                     |
| 7-9-2021                                                                | Doha                                                                    | Cina                                                                    | 0 – 1                                                                   | Giappone                                                                | Qual. Mondiali 2022                                                     | -                                                                       | 76’                                                                     |
| 7-10-2021                                                               | Jeddah                                                                  | Arabia Saudita                                                          | 1 – 0                                                                   | Giappone                                                                | Qual. Mondiali 2022                                                     | -                                                                       | 73’                                                                     |
| 2-6-2022                                                                | Sapporo                                                                 | Giappone                                                                | 4 – 1                                                                   | Paraguay                                                                | Amichevole                                                              | 1                                                                       |                                                                         |
| 6-6-2022                                                                | Tokyo                                                                   | Giappone                                                                | 0 – 1                                                                   | Brasile                                                                 | Amichevole                                                              | -                                                                       | 46’ 54’                                                                 |
| 14-6-2022                                                               | Suita                                                                   | Giappone                                                                | 0 – 3                                                                   | Tunisia                                                                 | Amichevole                                                              | -                                                                       | 60’                                                                     |
| 23-9-2022                                                               | Düsseldorf                                                              | Giappone                                                                | 2 – 0                                                                   | Stati Uniti                                                             | Amichevole                                                              | 1                                                                       | 86’                                                                     |
| 27-9-2022                                                               | Düsseldorf                                                              | Giappone                                                                | 0 – 0                                                                   | Ecuador                                                                 | Amichevole                                                              | -                                                                       | 67’                                                                     |
| 17-11-2022                                                              | Dubai                                                                   | Giappone                                                                | 1 – 2                                                                   | Canada                                                                  | Amichevole                                                              | -                                                                       | 67’                                                                     |
| 23-11-2022                                                              | Al Rayyan                                                               | Germania                                                                | 1 – 2                                                                   | Giappone                                                                | Mondiali 2022 - 1º turno                                                | -                                                                       |                                                                         |
| 27-11-2022                                                              | Al Rayyan                                                               | Giappone                                                                | 0 – 1                                                                   | Costa Rica                                                              | Mondiali 2022 - 1º turno                                                | -                                                                       |                                                                         |
| 1-12-2022                                                               | Al Rayyan                                                               | Giappone                                                                | 2 – 1                                                                   | Spagna                                                                  | Mondiali 2022 - 1º turno                                                | -                                                                       | 69’                                                                     |
| 5-12-2022                                                               | Al Wakrah                                                               | Giappone                                                                | 1 – 1 dts (1 – 3 dtr)                                                   | Croazia                                                                 | Mondiali 2022 - Ottavi di finale                                        | -                                                                       | 75’                                                                     |
| 24-3-2023                                                               | Tokyo                                                                   | Giappone                                                                | 1 – 1                                                                   | Uruguay                                                                 | Amichevole                                                              | -                                                                       | 74’                                                                     |
| 28-3-2023                                                               | Ōsaka                                                                   | Giappone                                                                | 1 – 2                                                                   | Colombia                                                                | Amichevole                                                              | -                                                                       | 46’                                                                     |
| 20-6-2023                                                               | Suita                                                                   | Giappone                                                                | 4 – 1                                                                   | Perù                                                                    | Amichevole                                                              | -                                                                       | 70’                                                                     |
| 9-9-2023                                                                | Wolfsburg                                                               | Germania                                                                | 1 – 4                                                                   | Giappone                                                                | Amichevole                                                              | -                                                                       | 59’                                                                     |
| 16-11-2023                                                              | Suita                                                                   | Giappone                                                                | 5 – 0                                                                   | Birmania                                                                | Qual. Mondiali 2026                                                     | 1                                                                       | 46’                                                                     |
| 6-6-2024                                                                | Yangon                                                                  | Birmania                                                                | 0 – 5                                                                   | Giappone                                                                | Qual. Mondiali 2026                                                     | -                                                                       | 62’                                                                     |
| 11-6-2024                                                               | Hiroshima                                                               | Giappone                                                                | 5 – 0                                                                   | Siria                                                                   | Qual. Mondiali 2026                                                     | -                                                                       | 62’ 79’                                                                 |
| 10-9-2024                                                               | Riffa                                                                   | Bahrein                                                                 | 0 – 5                                                                   | Giappone                                                                | Qual. Mondiali 2026                                                     | -                                                                       |                                                                         |
| 10-10-2024                                                              | Gedda                                                                   | Arabia Saudita                                                          | 0 – 2                                                                   | Giappone                                                                | Qual. Mondiali 2026                                                     | 1                                                                       | 63’                                                                     |
| 15-10-2024                                                              | Saitama                                                                 | Giappone                                                                | 1 – 1                                                                   | Australia                                                               | Qual. Mondiali 2026                                                     | -                                                                       | 70’                                                                     |
| 15-11-2024                                                              | Giacarta                                                                | Indonesia                                                               | 0 – 4                                                                   | Giappone                                                                | Qual. Mondiali 2026                                                     | -                                                                       | 79’                                                                     |
| 19-11-2024                                                              | Xiamen                                                                  | Cina                                                                    | 1 – 3                                                                   | Giappone                                                                | Qual. Mondiali 2026                                                     | -                                                                       | 64’                                                                     |
| 20-3-2025                                                               | Saitama                                                                 | Giappone                                                                | 2 – 0                                                                   | Bahrein                                                                 | Qual. Mondiali 2026                                                     | 1                                                                       | 63’                                                                     |
| 25-3-2025                                                               | Saitama                                                                 | Giappone                                                                | 0 – 0                                                                   | Arabia Saudita                                                          | Qual. Mondiali 2026                                                     | -                                                                       | 83’                                                                     |
| 5-6-2025                                                                | Perth                                                                   | Australia                                                               | 1 – 0                                                                   | Giappone                                                                | Qual. Mondiali 2026                                                     | -                                                                       | cap.                                                                    |
| 10-6-2025                                                               | Suita                                                                   | Giappone                                                                | 6 – 0                                                                   | Indonesia                                                               | Qual. Mondiali 2026                                                     | 2                                                                       | 46’                                                                     |
| Totale                                                                  |                                                                         | Presenze                                                                | 42                                                                      |                                                                         | Reti                                                                    | 11                                                                      |                                                                         |

## Palmarès

### Club

#### Competizioni nazionali
- Coppa di Germania: 1

Eintracht Francoforte: 2017-2018
- Coppa d'Inghilterra: 1

Crystal Palace: 2024-2025
- Community Shield: 1

Crystal Palace:2025

#### Competizioni internazionali
- UEFA Europa League: 1

Eintracht Francoforte: 2021-2022